# I liga polska w rugby (1992)
I liga polska w rugby (1992) – trzydziesty szósty sezon najwyższej klasy ligowych rozgrywek klubowych rugby union w Polsce. Tytuł mistrza Polski zdobyło Ogniwo Sopot, drugie miejsce zajęli Budowlani Lublin, a trzecie Budowlani Łódź.

## Uczestnicy rozgrywek
W rozgrywkach I ligi w tym sezonie miało uczestniczyć osiem drużyn. Było wśród nich siedem zespołów występujących na tym poziomie w poprzednim sezonie: Ogniwo Sopot, Lechia Gdańsk, Budowlani Lublin, Budowlani Łódź, AZS AWF Warszawa, Skra Warszawa i MOSiR Siedlce oraz drużyna, która w poprzednim sezonie wygrała II ligę – Posnania Poznań. Do rozgrywek nie przystąpiła jednak Skra Warszawa, gdzie na kilka lat zawieszono sekcję rugby, i ostatecznie odbyły się w siedmiozespołowym składzie.

## Przebieg rozgrywek
Rozgrywki toczyły się systemem wiosna – jesień, w dwóch fazach. W pierwszej fazie zaplanowano cztery dwumecze, których zestawienie ustalono na podstawie rankingu drużyn z poprzedniego sezonu. W drugiej fazie odbywały się rozgrywki w dwóch grupach: zwycięzcy dwumeczy awansowali do grupy walczącej o miejsca 1–4, a przegrani do grupy walczącej o miejsca 5–8. W grupach mecze odbywały się systemem każdy z każdym, dwukrotnie mecz i rewanż (cztery rundy). Z powodu wycofania się Skry Warszawa, nie odbył się jeden z dwumeczy (a do lepszej grupy automatycznie awansowali Budowlani Lublin), a w słabszej grupie znalazły się tylko 3 zespoły.

### Pierwsza faza
Wyniki spotkań:
- AZS AWF Warszawa – Budowlani Łódź 22:9
- Ogniwo Sopot – Posnania Poznań 9:0 (wo)
- Lechia Gdańsk – MOSiR Siedlce 82:0
- Budowlani Łódź – AZS AWF Warszawa 31:3
- MOSiR Siedlce – Lechia Gdańsk 16:16
- Ogniwo Sopot – Posnania Poznań 76:0

### Druga faza

#### O miejsca 1–4
Wyniki spotkań:
|                  | Ogniwo Sopot | Ogniwo Sopot | Lechia Gdańsk | Lechia Gdańsk | Budowlani Lublin | Budowlani Lublin | Budowlani Łódź | Budowlani Łódź |
| Ogniwo Sopot     | –            | –            | 3:3           | 16:9          | 40:3             | 26:13            | 16:16          | 45:0           |
| Lechia Gdańsk    | 0:27         | 19:25        | –             | –             | 16:18            | 16:18            | 19:9           | 7:13           |
| Budowlani Lublin | 15:13        | 3:22         | 12:35         | 18:9          | –                | –                | 32:13          | 30:12          |
| Budowlani Łódź   | 15:16        | 7:9          | 18:19         | 18:12         | 35:6             | 17:9             | –              | –              |

Tabela końcowa:
| Pozycja | Drużyna          | Punkty razem | Bilans punktów |
| ------- | ---------------- | ------------ | -------------- |
| 1       | Ogniwo Sopot     | 30           | 238:103        |
| 2       | Budowlani Lublin | 24           | 177:254        |
| 3       | Budowlani Łódź   | 22           | 173:210        |
| 4       | Lechia Gdańsk    | 19           | 164:185        |

#### O miejsca 5–7
Wyniki spotkań:
|                  | AZS AWF Warszawa | AZS AWF Warszawa | MOSiR Siedlce | MOSiR Siedlce | Posnania Poznań | Posnania Poznań |
| AZS AWF Warszawa | –                | –                | 36:6          | 48:4          | 38:11           | 24:4            |
| MOSiR Siedlce    | 15:17            | 0:22             | –             | –             | 14:7            | 3:13            |
| Posnania Poznań  | 9:0 (wo)         | 22:36            | 16:0          | 22:6          | –               | –               |

Tabela końcowa (na czerwono wiersz z drużyną, która spadła z I ligi, a na żółto z drużyną, która grała w barażu o utrzymanie się w I lidze):
| Pozycja | Drużyna          | Punkty razem | Bilans punktów |
| ------- | ---------------- | ------------ | -------------- |
| 5       | AZS AWF Warszawa | 21           | 221:71         |
| 6       | MOSiR Siedlce    | 16           | 104:121        |
| 7       | Posnania Poznań  | 10           | 48:181         |

## II liga
Równolegle z rozgrywkami I ligi odbywała się rywalizacja w II lidze. Wzięło w niej udział osiem drużyn. Zadebiutowały zespoły Lotnik Pruszcz Gdański i ROC Poznań, natomiast nie przystąpił do rozgrywek Bobrek Karb Bytom, wycofała się w toku sezonu drużyna AZS Katowice (w obu klubach rozwiązano drużyny), a drużyna z Legionowa wystąpiła pod nazwą Legion Legionowo. Rozgrywki toczyły się w systemie wiosna – jesień, w dwóch grupach (północnej i południowej). Jednak z uwagi na dużą liczbę niedobytych spotkań oraz formalnymi uchybieniami Polski Związek Rugby zweryfikował mecze drugoligowe w tym sezonie jako mecze towarzyskie i nie opublikował oficjalnych wyników tego poziomu rozgrywek. Jednocześnie zakwalifikował drużynę Orkan Sochaczew do zagrania w barażu o udział w I lidze.

## Baraż o I ligę
W barażu rozegranym pomiędzy szóstym zespołem I ligi i zespołem z II ligi, prawo gry w kolejnym sezonie w I lidze obroniła Posnania Poznań, która pokonała Orkan Sochaczew 42:6.

## Inne rozgrywki
W finale Pucharu Polski Budowlanych Łódź pokonali Ogniwo Sopot 14:7. W mistrzostwach Polski juniorów oraz kadetów zwycięstwo odniosły drużyny Ogniwa Sopot. 

## Nagrody
Najlepszym zawodnikiem został wybrany przez Polski Związek Rugby Stanisław Więciorek, a trenerem Maciej Powała-Niedźwiecki.